# يوهان الثاني (بورغريف نورنبيرغ)
يوهان الثاني، بورغريف نورنبيرغ (بالألمانية: Johann II von Nürnberg)‏ (1309-1357) بورغريف نورنبيرغ من آل هوهنتسولرن. النجل الأكبر لفريدرش الرابع بورغريف نورنبيرغ و مارغريت غورتس.

## حياته
خلف والده في عام 1332. حقق اسمه بزيادة ممتلكات سلالة هوهنتسولرن الإفرنجية. وبالتحديد الاستيلاء على قلعة بلاسنبورغ في كولمباخ مع كونتية كولمباخ عبر عقد الميراث الذي أصبح ساري المفعول بانقراض ملاكها آنذاك كونتات أورلاموندي سنة 1340. في عهده، تفشت جائحة الطاعون، التي أودت بحياة العديد من الضحايا في نورنبيرغ. وللاعتقاد بأن السكان اليهود كانوا المسؤولين عن هذا الوباء، قتل العديد من يهود نورنبيرغ، دون تدخل البورغريف ضد ذلك.

## الأسرة والأبناء
تزوج الكونتيسة إليزابيث هنيبيرغ، وذلك قبل 3 مارس 1333. وكان أبناءهم:
1. فريدرش الخامس، بورغريف نورنبيرغ (قبل 3 مارس 1333 - 21 يناير 1398).
2. مارغريت (توفيت 1377)، تزوجت عام 1359، لاندسهوت، من شتيفان الثاني، دوق بافاريا.
3. اليزابيث (توفيت 1383)، تزوجت 1360، من أولريش، كونت شاونبيرغ.
4. آنا (توفي 1383)، دير بيركنفلد و وهيملكرون.
5. أدلهيد، وهي راهبة في بيركنفلد 1361-1370.